# Hipokaliemia
Hipokaliemia – stężenie potasu w surowicy krwi mniejsze niż 3,6 mmol/l (u dzieci odpowiednio 3,2 mmol/l).

## Przyczyny
Do przyczyn hipokaliemii należą:
- brak potasu w pożywieniu (hipokaliemia niedoborowa) albo jego utrata:
  - z wymiotami
  - z biegunką
  - ze śluzotokiem
  - przez przetoki
  - przez nerki w przebiegu ich niektórych chorób
  - w wyniku leczenia diuretykami (diuretykami tiazydowymi, a szczególnie diuretykami pętlowymi)
- transmineralizacja, czyli przesunięcie potasu z przestrzeni pozakomórkowej do wnętrza komórek w przypadku:
  - zasadowicy
  - leczenia insuliną (intensywnego, na przykład śpiączki cukrzycowej)
  - napadowego porażenia hipokaliemicznego – jest to choroba rzadka
- inne:
  - zespół Conna

## Objawy
Objawy hipokaliemi to:

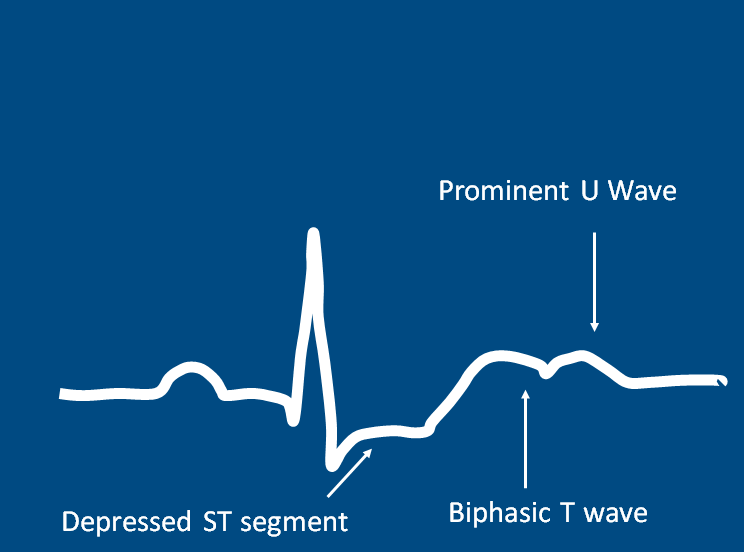
Zmiany w zapisie EKG podczas hipokaliemii

- adynamia mięśniowa – opukowo mięśnie tworzą "wałek", prowadzi ona, zależnie od nasilenia, do[1]:
  - bolesnych skurczów mięśni, zwłaszcza łydek
  - zaparcia
  - żabiego brzucha
  - porażenia mięśni (czasem)
- osłabienie albo brak odruchów ze ścięgien
- w EKG:
  - załamek T jest spłaszczony
  - odcinek ST jest obniżony
  - może wystąpić załamek U
  - mogą być obecne skurcze dodatkowe
- nefropatia hipokaliemiczna
- zasadowica nieoddechowa

Przy bardzo silnej hipokalemii może dojść do porażenia mięśnia sercowego.

## Leczenie
Leczenie hipokaliemii polega na suplementacji potasu (zależnie od ciężkości odpowiednio pokarmowej, lekami doustnymi, dożylnej), a przede wszystkim na likwidacji przyczyn.